# Deesa
Deesa è una suddivisione dell'India, classificata come municipality, di 83.340 abitanti, situata nel distretto di Banaskantha, nello stato federato del Gujarat. In base al numero di abitanti la città rientra nella classe II (da 50.000 a 99.999 persone).

## Geografia fisica
La città è situata a 24° 15' 0 N e 72° 10' 0 E e ha un'altitudine di 117 m s.l.m..

## Società

### Evoluzione demografica
Al censimento del 2001 la popolazione di Deesa assommava a 83.340 persone, delle quali 44.018 maschi e 39.322 femmine. I bambini di età inferiore o uguale ai sei anni assommavano a 12.795, dei quali 7.202 maschi e 5.593 femmine. Infine, coloro che erano in grado di saper almeno leggere e scrivere erano 50.795, dei quali 30.543 maschi e 20.252 femmine.